# Playa de Port Saplaya Sur
La playa de Port Saplaya Sur está ubicada al sur de la urbanización de Port Saplaya, en el término municipal de Alboraya (Valencia, España). Está separada de la playa de Port Saplaya Norte por la entrada del puerto de esta urbanización. Es de arena fina y presenta una gran ocupación en los meses de verano, dada su situación contigua a la urbanización y su cercanía a las zonas de recreo del barranco de Carraixet. Cuenta con un buen número de servicios y zonas comerciales.
La temporada de baño va del 10 de junio al 10 de septiembre.